# Messon
Messon är en kommun i departementet Aube i regionen Grand Est (tidigare regionen Champagne-Ardenne) i nordöstra Frankrike. Kommunen ligger  i kantonen Estissac som ligger i arrondissementet Troyes. År 2022 hade Messon 470 invånare.

## Befolkningsutveckling
Antalet invånare i kommunen Messon
Referens: INSEE